# 나카타촌
나카타촌(中田村)은 후쿠시마현 나카도리 동부의 다무라군에 속했던 촌이다.

## 개요
고리야마 시내 동쪽에 위치한 농업이 주산업인 지역. 와시를 만들 수 있는 조건이 갖추어져 있어 에비네 지역에서는 특산품인 에비네 와시 제작이 이루어지고 있다. 전통 예능으로는 야나기바시 가부키가 전해지고 있다.

## 역사
- 1956년 9월 1일 - 미야기촌, 미타테촌이 합병해, 나카타촌이 성립하였다.
- 1965년 8월 1일 - 나카타촌, 니시다촌이 고리야마시에 편입되었다. 이것으로 지방자치체로서의 나카타촌이 소멸하였다.

## 참고문헌
- 角川日本地名大辞典編纂委員会『角川日本地名大辞典 7 福島県』、角川書店、1981年 ISBN 4040010701
- 日本加除出版株式会社編集部『全国市町村名変遷総覧』、日本加除出版、2006年、ISBN 4817813180